# Armee-Abteilung Hollidt
De Duitse Armee-Abteilung Hollidt was een Duitse Armee-Abteilung van de Wehrmacht tijdens de Tweede Wereldoorlog onder bevel van Karl-Adolf Hollidt. De Armee-Abteilung vulde het gat in de frontlijn op dat het omsingelde 6e Leger had achtergelaten.

## Krijgsgeschiedenis

### Oprichting
Armee-Abteilung Hollidt werd omgevormd uit het delen van de staf van het 17e Legerkorps, maar dit legerkorps bleef wel bestaan.

### Inzet

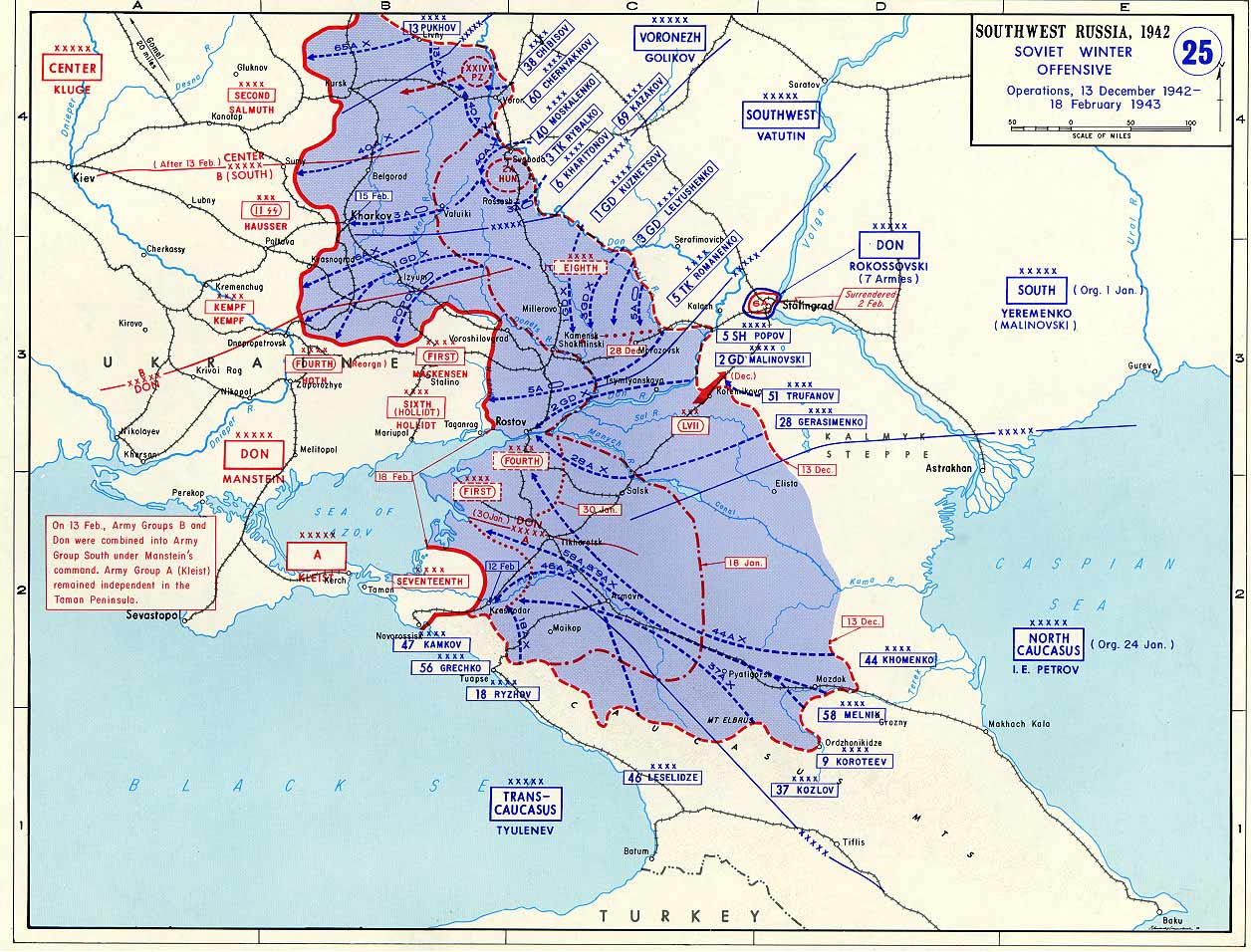
Zuidelijke Oostfront tussen 25 december 1942 en 18 februari 1943

Armee-Abteilung Hollidt (ook bekend onder de namen Gruppe Hollidt, Angriffsgruppe Hollidt, Alarmgruppe Hollidt) werd gevormd om de noordelijke flank van Heeresgruppe Don af te schermen, als reactie op het Sovjet offensief dat het 6e Leger in Stalingrad insloot. De Sovjet troepen probeerden de omsingelingsring te verbreden door te proberen over de rivier de Tsjir door te stoten. De Armee-Abteilung kreeg daar bij de Tsjir onder bevel allerlei samengeraapte eenheden en achterhoede-delen van eenheden die in Stalingrad ingesloten zaten.
Op 16 december 1942 lanceerden de Sovjets Operatie Kleine Saturnus, gericht op het 8e Italiaanse Leger. Door de snelle vernietiging van dit leger kwam de noordflank van de Armee-Abteilung geheel open te liggen en was genoodzaakt te beginnen aan een terugtocht richting de Donets. Ter versterking kwam nu ook de 306e Infanteriedivisie vanuit België, die tussen 16 en 20 december uitgeladen werd. De terugtocht liep via Morozovsk. En vanaf daar richting westen tot achter de Donets.
Op 22 december 1942 had de Armee-Abteilung de volgende samenstelling:
- Direct onder bevel
  - 306e Infanteriedivisie (massa)
- Roemeense 2e Legerkorps
  - 22e Pantserdivisie + Roemeense 7e Cavaleriedivisie (resten)
  - Roemeense 1e Pantserdivisie
  - Roemeense 14e Infanteriedivisie (resten)
- 17e Legerkorps
  - 62e Infanteriedivisie
  - 294e Infanteriedivisie
  - 306e Infanteriedivisie (delen)
- Roemeense 1e Legerkorps
  - Roemeense 7e Infanteriedivisie
  - Roemeense 11e Infanteriedivisie
  - Roemeense 9e Infanteriedivisie (resten)

De Armeegruppe was op 19 januari 1943 achter de Donets beland.
Van 27 december 1942 tot 23 januari 1943 opereerde de eenheid onder de naam Armeegruppe Hollidt. Gedurende deze periode controleerde de Armeegruppe de volgende korpsen: 29e Legerkorps, 48e Pantserkorps, 17e Legerkorps en Korps Mieth. Rond 19 januari 1943 was de Armeegruppe teruggetrokken achter de Donets. Door de druk van de aanvallende Sovjet troepen verder noord, moest de Armee-Abteilung (sind 23 januari weer onder deze naam) langzaam terugtrekken van de Donets naar de Mioes, waar de Armee-Abteilung rond 18 februari aankwam. En terwijl Veldmaarschalk Erich von Manstein rond Charkiv eerst terugtrok, daarna de opdringende Sovjets versloeg en vervolgens Charkiv weer innam, zekerde de Armee-Abteilung al die tijd de Mioes stelling succesvol.

### Einde
Armee-Abteilung Hollidt werd op 6 maart 1943 achter de Mioes omgevormd tot het nieuwe 6e Leger.

## Bovenliggende bevelslagen
| Legergroep       | Plaats/regio                 | Begin            | Eind             |
| ---------------- | ---------------------------- | ---------------- | ---------------- |
| Heeresgruppe B   | Zuid-Rusland - aan de Tsjir  | 23 november 1942 | 27 november 1942 |
| Heeresgruppe Don | Zuid-Rusland - Chir, Donets  | 27 november 1942 | 12 februari 1943 |
| Heeresgruppe Süd | Zuid-Rusland - Donets, Mioes | 12 februari 1943 | 6 maart 1943     |

## Commandant
| Rang                   | Naam               | Begin            | Eind         |
| ---------------------- | ------------------ | ---------------- | ------------ |
| General der Infanterie | Karl-Adolf Hollidt | 23 november 1942 | 6 maart 1943 |

## Chef van de Generale Staf
| Rang                     | Naam          | Begin            | Eind         | Opmerking |
| ------------------------ | ------------- | ---------------- | ------------ | --------- |
| Oberst i.G./Generalmajor | Walther Wenck | 27 december 1942 | 6 maart 1943 |           |